# Aleuten

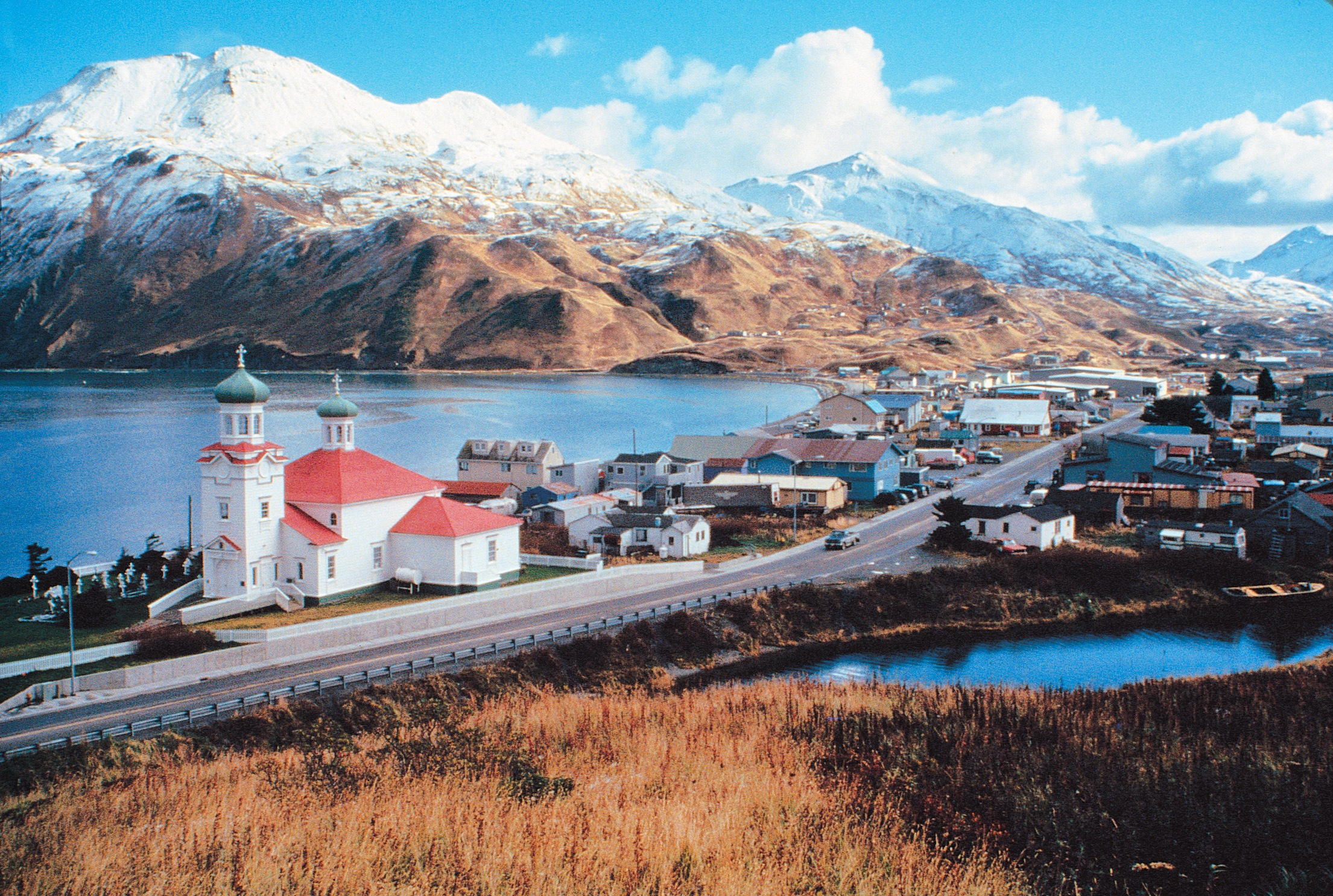
Unalaska mit russisch-orthodoxer Kirche

Die Aleuten oder Alëuten (englisch Aleutian Islands, aleutisch Tanam Unangaa, russisch Алеутские острова) sind eine von Vulkanen geprägte gebirgige Inselkette zwischen Nordamerika und Asien am Südrand des nordpazifischen Beringmeers.

## Geologie
Die Aleuten sind Teil eines Inselbogens, der zu den bestausgebildeten Inselbögen der Welt gehört. Zu dem „Aleuten-“ oder „Aleuten-Kommandeur-Inselbogen“ zählen die westlich benachbarten Kommandeurinseln. Von dort setzt er sich als kontinentaler Vulkanbogen bis zur Alaska-Halbinsel nach Osten fort. Er entstand auf dem nordwestlichen Ausläufer der Nordamerikanischen Platte an der Grenze zur Pazifischen Platte. Die Pazifische Platte taucht dort nach Nordwesten unter die Nordamerikanische Platte ab (Subduktion), was mit einem aktiven Vulkanismus entlang des Randes der Nordamerikanischen Platte einhergeht. Die Aleuten und Kommandeurinseln sind damit nichts anderes als ehemalige untermeerische Vulkane, die die Meeresoberfläche durchstoßen haben.
Zudem ist die Subduktion der Pazifischen Platte Ursache für eine hohe seismische Aktivität, mit einer Auftretenswahrscheinlichkeit von einem Erdbeben der Magnitude 7,0 (MS) pro Jahr und einer maximalen Magnitude von 8,9 (Spitzenwert im zirkumpazifischen Raum). Die Epizentren flachkrustaler Erdbeben liegen dabei zwischen dem Aleutengraben und den Inseln, die von Erdbeben in mittlerer Krustentiefe liegen auf der zentralen Achse des Inselbogens, Tiefherdbeben ereignen sich dort nicht. Zwei schwerere Beben in den Jahren 1946 (Epizentrum vor Unimak Island, MS um 7,4) und 1957 (Epizentrum vor den Andreanof Islands, MS 8,25) lösten zerstörerische Tsunamis aus, die sich im Nordpazifik ausbreiteten. Der 1946er Tsunami war für die fast vollständige Zerstörung der Hafenstadt Hilo auf Hawaii verantwortlich.

## Geographie
Die größtenteils zum US-Bundesstaat Alaska gehörende Inselgruppe erstreckt sich bogenförmig am Südrand des nordpazifischen Beringmeers von der Alaska-Halbinsel über rund 1750 km Länge in Richtung Westen bis zu den russischen Kommandeurinseln, die den westlichen Ausläufer der Inselkette darstellen und geologisch mit den übrigen Aleuteninseln eine Einheit bilden. Die Kommandeurinseln sind rund 335 km von Attu, der westlichsten US-amerikanischen Aleuteninsel, entfernt. Zusammen stellen sie die natürliche Abgrenzung zum eigentlichen Nord-Pazifik dar.
Die 162 Inseln der Aleuten sind insgesamt ca. 17.670 Quadratkilometer groß. Obwohl die Aleuten eine durchgehende Reihe bilden, werden sie in mehrere Gruppen unterteilt: Fox Islands, Islands of Four Mountains, Andreanof Islands, Rat Islands und die Near Islands.
Die meisten Inseln gehören zu den Vereinigten Staaten, nur die westlichste Gruppe, die Kommandeurinseln (Komandorskije ostrowa), gehören zu Russland. Der US-amerikanische Teil gehört größtenteils zum Bezirk Aleutians West Census Area. Nur ein kleiner Teil gehört zum Aleutians East Borough, der auch den westlichen Teil der Alaska-Halbinsel umfasst. Die US-amerikanischen Inseln haben rund 8200 Einwohner (meist Fischer und Pelztierjäger), die zurückgezogen in elf Gemeinden auf nur sieben Inseln leben. Die Hauptinsel ist Unalaska mit dem Hauptort und Flottenstützpunkt Dutch Harbor. Die russischen Komandorski-Inseln bilden den „Aleutendistrikt“ der Region Kamtschatka und haben etwa 600 Einwohner.

## Landschaftsbild
Die sehr gebirgige Inselkette, die nur eine recht spärliche Vegetation aufweist, ist vulkanischen Ursprungs und gehört zum nördlichen Teil des pazifischen Feuerrings. Höchster Berg ist der 2.857 Meter hohe Shishaldin. Von den etwa 80 Vulkanen, zu denen auch der Mount Okmok gehört, sind einige noch heute aktiv. Im Norden fällt das Gelände recht steil in das bis zu ca. 4100 Meter tiefe Seebecken des Beringmeers ab, im Süden schließt sich der bis zu mehr als 7800 Meter tiefe Aleutengraben im eigentlichen Pazifischen Ozean an.

## Klima
Die Inseln liegen zwar ungefähr auf den gleichen Breitengraden wie Norddeutschland, gehören aber zur subarktischen Klimazone. Der von Süden an der Ostküste Japans entlang streichende Meeresstrom Kuroshio führt große Wärmemengen heran. Er spielt damit für die Aleuten eine ähnliche Rolle wie der Golfstrom für Westeuropa.
Es herrscht ein raues, sonnenarmes und sehr feuchtes Klima. Die Niederschlagsmengen auf den Inseln liegen etwa zwischen 500 und 2000 mm pro Jahr, es gibt zwischen 120 und 250 Regentage.
Während im Winter die Tagesdurchschnittstemperaturen zwischen −5 und +2 °C liegen, werden im Sommer Temperaturen von 10 bis 13 °C gemessen.

## Pflanzenwelt
Die Vegetation der Aleuten und der vorgelagerten Landzunge Südalaskas wird häufig als Tundra bezeichnet, obwohl dies aufgrund des fehlenden Permafrostbodens nicht korrekt ist. Es handelt sich um „baumlose subpolare Wiesen und Heiden“ mit tundraähnlichem Charakter.
Verbreitet sind Moose, grobes Gras, einige Kräuter, Steinbrechgewächse sowie verkrüppelte Büsche und Fichten. Alle Pflanzen müssen lange Bedeckung durch Schnee und eine kurze, kühle und regenreiche Vegetationsperiode ertragen.

## Tierwelt

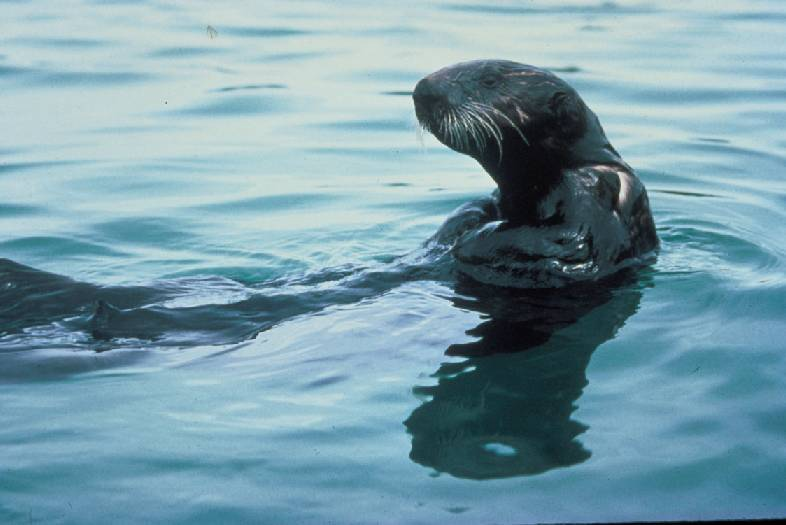
Seeotter

Der kärgliche Bewuchs mit langer Schneeüberdeckung lässt nur wenige Nager, wie gefleckte Murmeltiere, Polarfüchse und an Landvögeln Sperber, Finken, zum Beispiel Schwarzstirn-Schneegimpel, und Schnepfenvögel zu. Reich dagegen ist die Zahl der Wassertiere, wie Wale, Seehunde, Seelöwen und Seeotter. Auch die im 18. Jahrhundert ausgerottete Stellers Seekuh und die Aleutische Seerobbe lebten hier. Unter den Wasservögeln sind mehrere Gänse- und Entenarten, Albatros und Kormoran.
Die Wassertiere und Vögel bildeten die Nahrungs- und Bekleidungsgrundlage für die menschliche Besiedlung durch das Volk der Aleuten, die sich selbst Unangan oder Unungun, das heißt „Menschen“, nannten. Später war der Tierreichtum Anlass für die Unterdrückung und Verfolgung der Aleuten durch russische und später amerikanische Pelztierjäger.

## Geschichte

### Urzeit
Die ältesten Steinwerkzeuge und Reste eingetiefter Hütten stammen von Menschen des Kulturtyps Epigravettien aus der Zeit um 7000 v. Chr. Eine Zweitbesiedlung der Inselgruppe mit den für Menschen sehr harten Lebensbedingungen fand erst wieder ab 3000 v. Chr. statt. Die genetisch zur nordostasiatischen Population gehörenden Menschen kamen mit seetüchtigen Booten und steinzeitlichen Jagdwaffen, darunter ein Typ Stabharpunen mit langen schmalen Knochenspitzen und Widerhaken, wie sie auch in Kamtschatka, der Kodiak-Insel und im nördlichen Japan gefunden wurden. Ab 1000 n. Chr. finden sich kurzschädligere Menschen ungeklärter Herkunft, aber gleicher Lebensweise (siehe dazu auch Aleuten (Volk)).

### Russische und amerikanische Periode

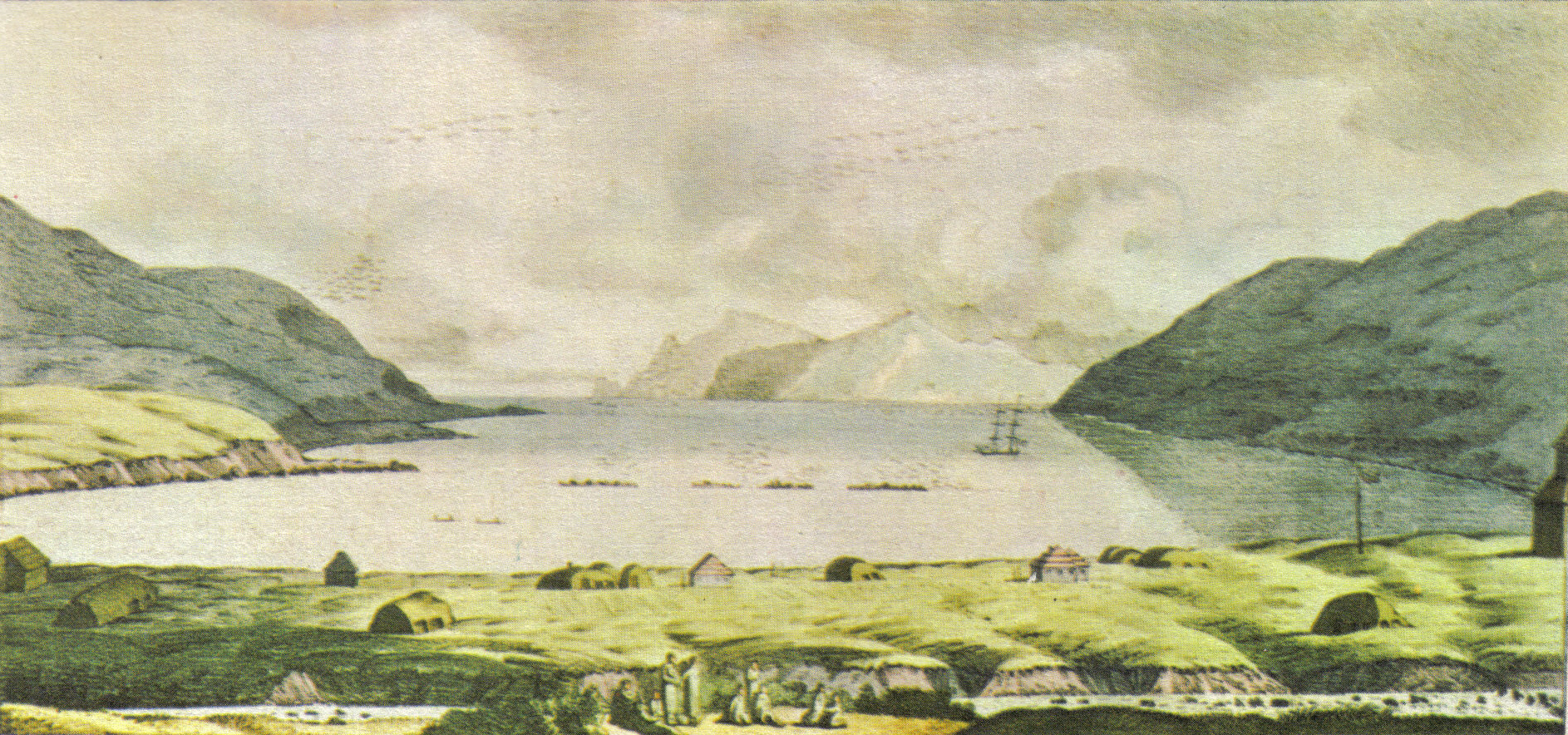
Hafen von Unalaska im Sommer 1816 von Ludwig Choris während der Expedition der Rurik gemalt.

Die Aleuten wurden 1741 von Vitus Bering während einer russischen Expedition entdeckt und 1867 mit Alaska an die USA verkauft. Sie waren im 18. und 19. Jahrhundert von asiatischen Pelztierjägern und -händlern bewohnt. Die Nachfahren der vorkolonialen Bevölkerung der Aleuten heißen ebenfalls Aleuten oder Unangan.

### Zweiter Weltkrieg

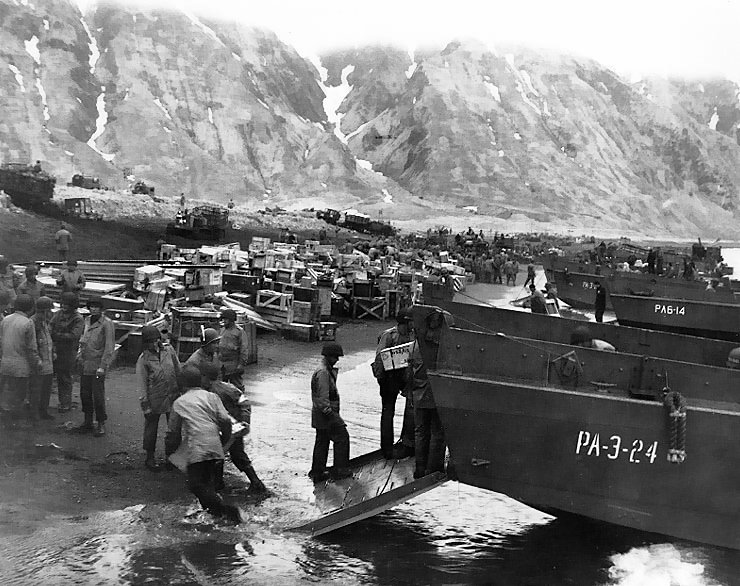
Invasion auf Attu, 1943

Während des Zweiten Weltkriegs wurden die hart umkämpften Inseln Kiska und Attu von der japanischen Armee nach der Schlacht um die Aleuten besetzt (6. Juni 1942 bis 15. August 1943). Die verlustreichen Schlachten um die Inseln bezeichnen die US-Amerikaner als The Forgotten War („Der vergessene Krieg“). Die Bewohner der Aleuten, die während des Krieges in südlichere US-Landesteile gebracht wurden, durften erst einige Zeit nach Kriegsende wieder zurückkehren.

### Kernwaffentest und Protest

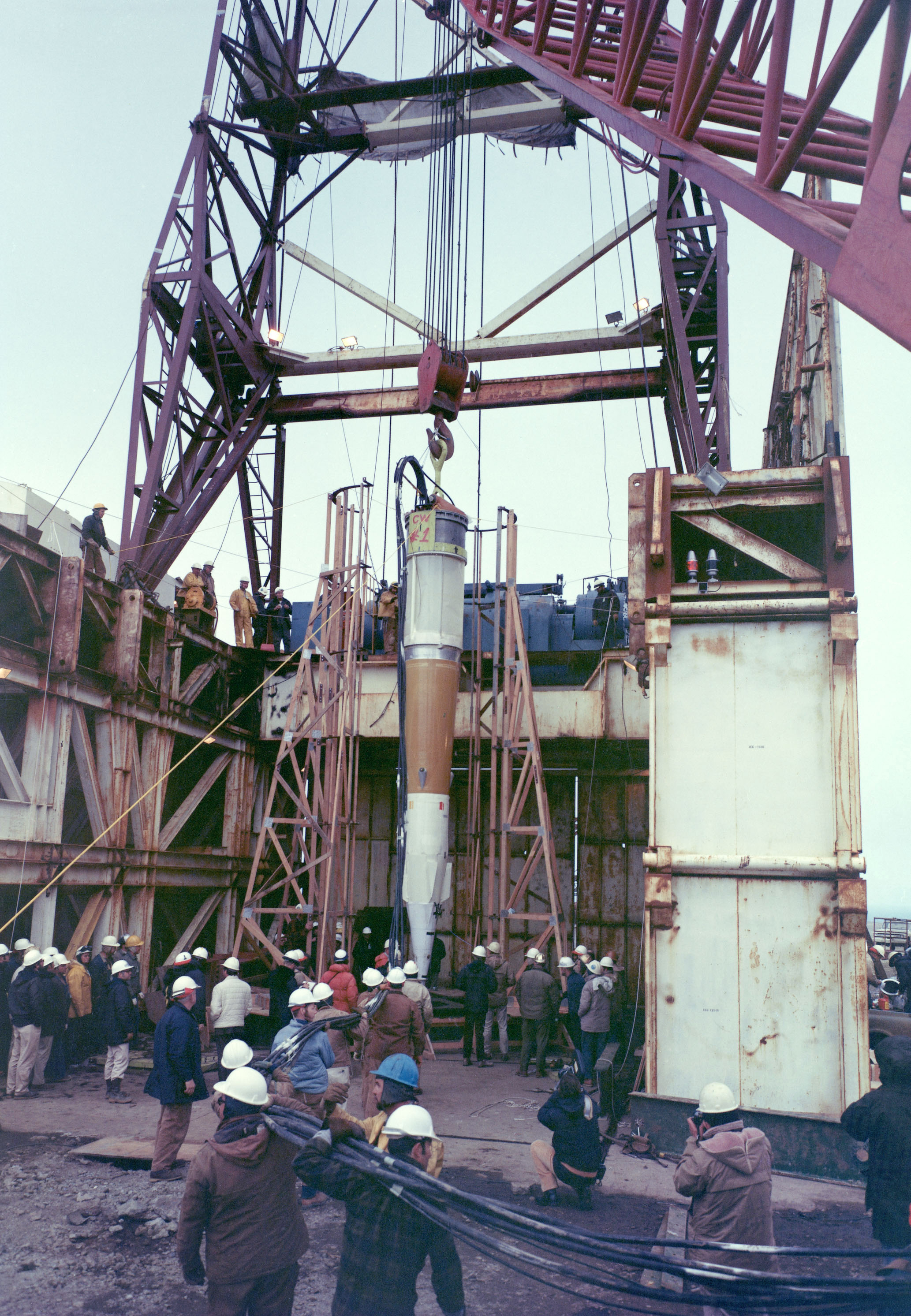
Behälter mit Atomsprengkopf wird in Testschacht gelassen

Im September 1971 protestierte eine kleine Gruppe von Friedensaktivisten des „Don’t Make a Wave Committee“ mit dem Schiff Phyllis Cormack nahe der Aleuten-Insel Amchitka. Mit ihrem gewaltlosen Protest versuchte die Gruppe, den US-amerikanischen Kernwaffentest Cannikin der Operation Grommet zu verhindern. Die Bombe wurde unterirdisch gezündet. Obwohl es der Gruppe nicht gelang, den Test zu verhindern, löste sie eine Welle öffentlicher Empörung aus. Diese Aktion gilt als die Geburtsstunde von Greenpeace.